# Epicypta barai
Epicypta barai är en tvåvingeart som beskrevs av Lane 1954. Epicypta barai ingår i släktet Epicypta och familjen svampmyggor. Inga underarter finns listade i Catalogue of Life.